# زابوراني (كونييتش)
زابوراني (بالسيريلية Заборани) هي قرية في البوسنة والهرسك. وهي تقع في بلدية كونييتش التابعة لكانتون الهرسك-نيريتفا في اتحاد البوسنة والهرسك. طبقا لنتائج تعداد البوسنة عام 2013 لم تسجل فيها أي إحصائيات.
قبل الحرب البوسنية، كانت القرية بالكامل جزءا من بلدية كالينوفيك، وبعد الحرب أصبحت مرتبطة جزئيا ببلدية كونييتش، والتي تم تضمينها إلى اتحاد البوسنة والهرسك.

## التركيبة السكانية

### التطور التاريخي للسكان
| 1961 | 1971 | 1981 | 1991 | 2013 |
| ---- | ---- | ---- | ---- | ---- |
| 100  | 71   | 37   | 28   | 0    |

### توزيع السكان حسب الجنسية (1991)
في عام 1991 كان عدد سكان قرية 28 نسمة وكانوا جميعا من الصرب.

## وصلات خارجية
- Maplandia (بالإنجليزية)